# میرزا محمدشفیع صدرالممالک
میرزا محمدشفیع صدرالممالک دولتمرد دوره قاجار بود.
میرزا محمدشفیع پسر میرزا محمدعلی صدرالممالک بود. میرزا محمدعلی لقب صدرالممالک را در سال ١٢۶١ از خودش به میرزا شفیع منتقل کرد. میرزا شفیع از مستوفیان شمرده می‌شد و مدتی هم در اواخر عمر معاونت وزارت عدلیه را داشت. او از بهمن‌ماه سال ۱٢٨۶ خورشیدی تا سال ١٢٨٩  متولی آستان قدس رضوی بود.